# 8시다! 전원집합
8시다! 전원집합(일본어: 8時だョ!全員集合)은 1969년부터 1985년까지 방영한 일본 TBS의 공개 코미디 프로그램이다. 일본의 유명 콩트그룹 더 드리프터즈가 주도하여 제작하였으며, 1970년대를 일본을 대표하는 상징적인 프로그램이다. 1969년 10월 4일 첫 방송을 개시하여 1985년 9월 28일까지 약 15년 6개월간 총 803회가 방영되었다. 우리나라에서 1980년 TBC(현 KBS2)에서 '토요일이다! 전원출발'이라는 프로그램을 제작하기도 하였다.